# Глібівський бук пурпуролистий
Глі́бівський бук пурпуроли́стий — ботанічна пам'ятка природи місцевого значення в Україні, декоративна форма бука лісового (звичайного).
Росте в селі Глібові Чортківського району Тернопільської області в межах старого парку, поблизу контори ТзОВ «Відродження».
Оголошено об'єктом природно-заповідного фонду рішенням виконкому Тернопільської обласної ради від 14 березня 1977 № 131. Перебуває у віданні Гримайлівської селищної громади.
Площа — 0,01 га.
Під охороною — бук лісовий червонолистої форми віком понад 100 років, висотою 23 м. Діаметр стовбура на висоті 0,05 м — 164 см, на висоті 1,3 м — 110 см. Крона куполоподібна, висотою 19 м, найбільша ширина з півночі на південь — 15 м, з заходу на схід — 15 м. Має науково-пізнавальну, історичну та естетичну цінність.